# Sepioloidea (superfamiglia)
Sepioloidea Leach, 1912 è una superfamiglia di molluschi cefalopodi decapodiformi, l'unica del sottordine Sepiolina.

## Tassonomia
La superfamiglia comprende le seguenti due famiglie:
- Sepiadariidae P. Fischer, 1882
- Sepiolidae Leach, 1817